# 衣冠庙站
衣冠庙站位于成都市武侯区一环路南三段、一环路南四段、洗面桥街、高新大道永丰路交叉口，是成都地铁3号线的地下岛式车站，于2016年7月31日启用。因老地名“衣冠庙”而得名。在建设过程中的工程名为“高新大道站”。

## 车站结构
本站为地下二层双跨箱形框架结构岛式站台车站，标准段宽度19.7米，站台宽度11米。

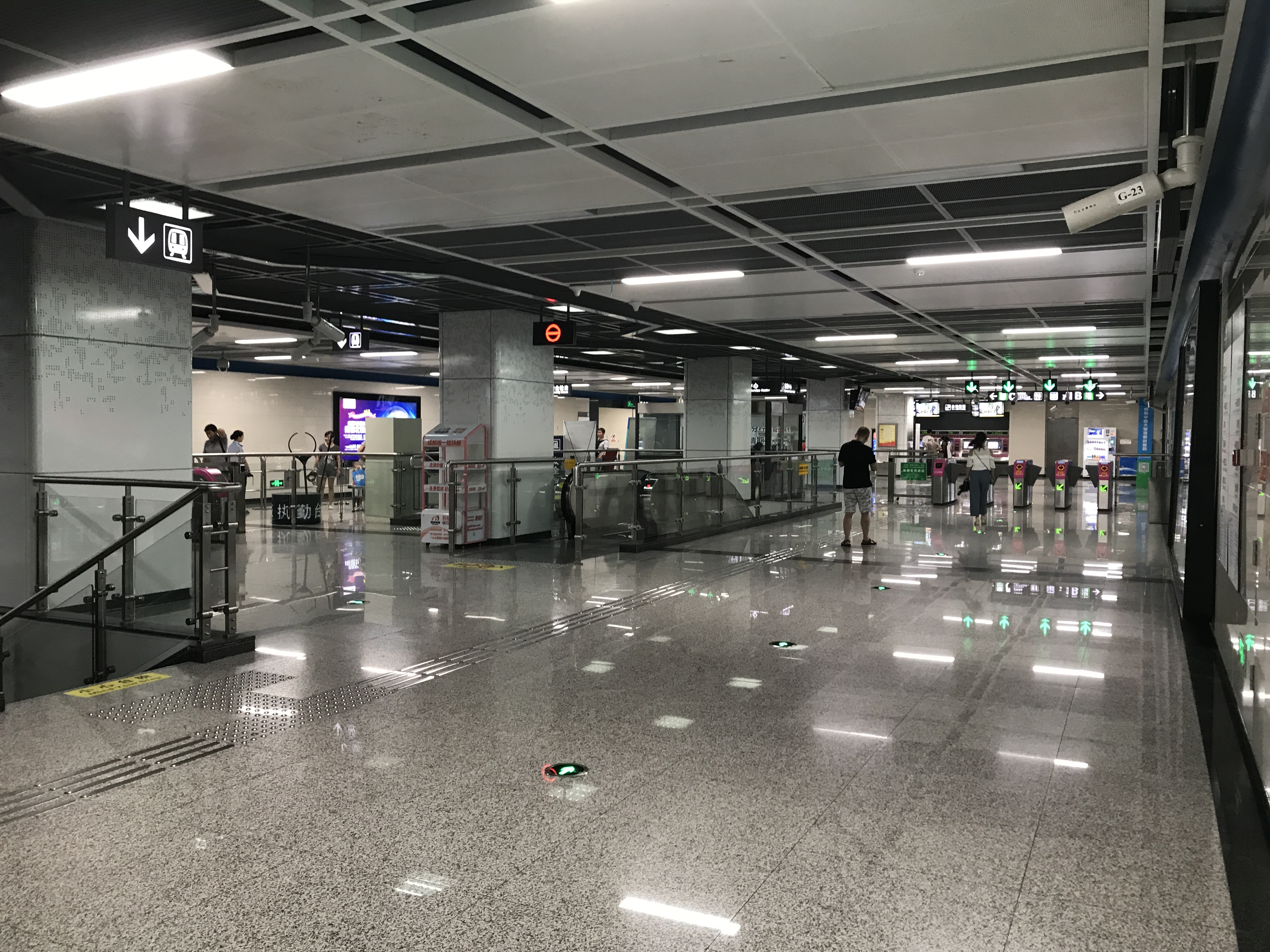
站厅层
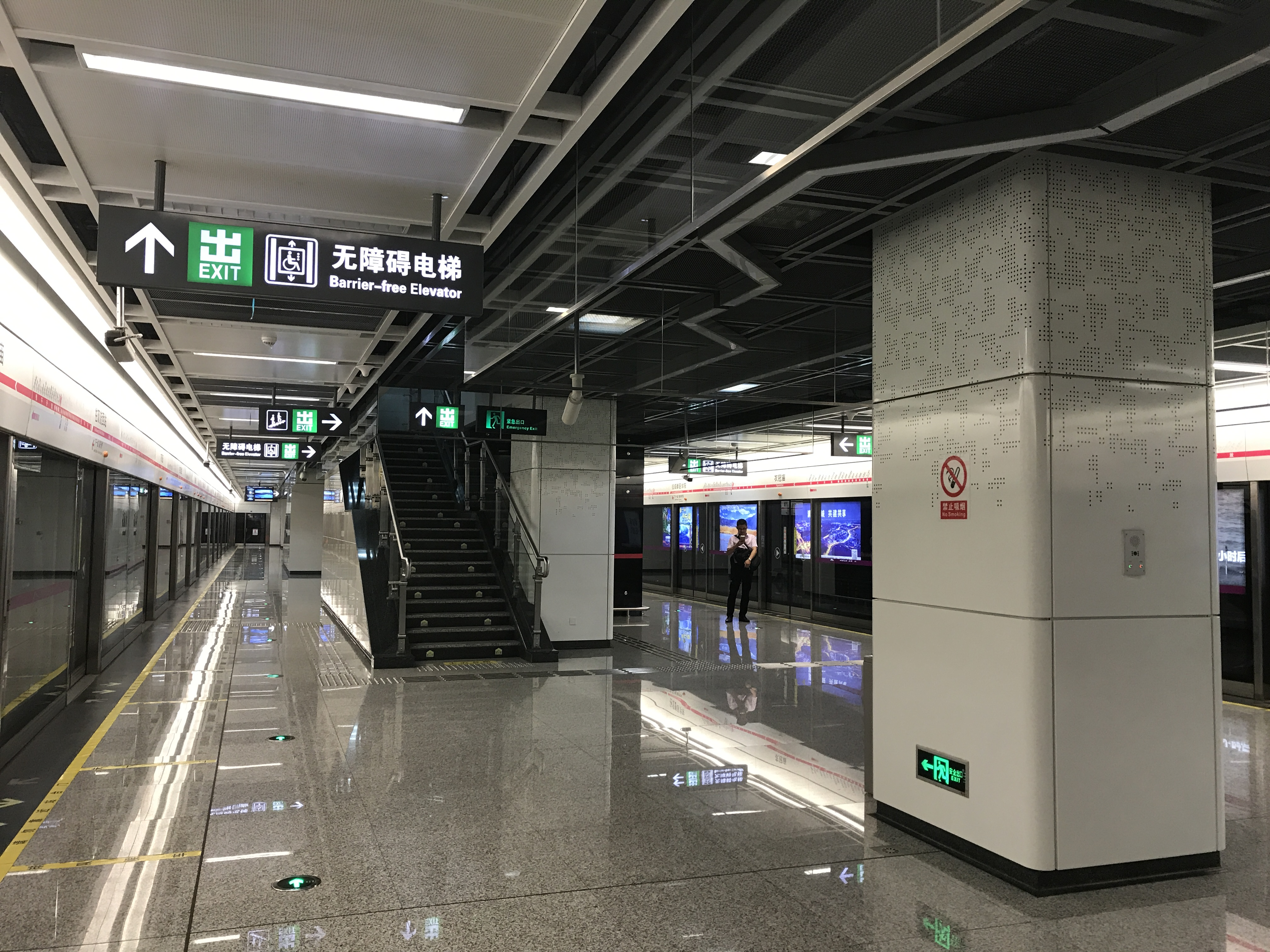
站台层

| 地面              | 0    | 出口A–D |
| 地下一层          | 站厅 | 自助购票 客服中心                                                                                             |
| 地下二层          | 站台 | \| \| \| 3号线往成都医学院（省体育馆） \| \| 島式 · 開左邊车门 \| \| \| \| \| \| 3号线往双流西站（高升桥） \| |
|                   |      | 3号线往成都医学院（省体育馆）                                                                                 |
| 島式 · 開左邊车门 |      | |
|                   |      | 3号线往双流西站（高升桥）                                                                                     |

- 站厅层
- 站台层

## 出入口
本站目前开放4个出入口。
|          |            |                                  |      |
| 编号     | 设施       | 指示                             | 照片 |
|          |            | 永丰路、一环路南四段、超洋路     |      |
| 出口 · B | 无障碍电梯 | 永丰路、一环路南三段             |      |
| 出口 · C | 卫生间     | 洗面桥街、一环路南三段           |      |
| 出口 · D |            | 洗面桥街、一环路南四段、洗面桥巷 |      |

## 公交配套
19路;27路;45路;59路;72路;115路;g27路